# P (복잡도)
P(PTIME 또는 DTIME(nO(1)))는 결정론적 튜링 기계로 다항 시간 안에 풀 수 있는 판정 문제를 모아 놓은 복잡도 종류이다. 선형 계획 제품, 최대공약수 문제 등이 P에 포함되며, 2002년에는 주어진 숫자가 소수인지 판별하는 문제도 P에 속한다는 것이 증명되었다
보통 P는 효율적으로 다룰 수 있는 문제의 집합으로 생각되지만, RP나 BPP와 같은 더 큰 집합의 문제도 효율적으로 다룰 수 있다. 또한 P에 속한다고 해서 항상 실용적인 것은 아닌데, 이론적으로는 다항 시간 내에 풀 수 있지만 실제 걸리는 시간이 비효율적일 가능성도 충분히 있기 때문이다.

## 다른 복잡도 종류와의 관계
NP는 비결정론적 튜링 기계로 다항 시간 안에 풀 수 있는 판정 문제들의 집합으로, 이 문제들은 결정론적 튜링 기계로 다항 시간 안에 답을 검증 가능할 수 있다. P는 NP의 부분집합이지만, P와 NP가 같은지 아닌지는 아직 알려지지 않았다. 이에 대한 문제는 P-NP 문제라고 부른다.
L는 결정론적 튜링 기계로 로그 메모리 공간을 사용하여 풀 수 있는 판정 문제들의 집합으로, 이 집합은 P의 부분집합으로 알려져 있지만 P와 L이 같은지 아닌지는 아직 미해결 상태이다.
ALOGSPACE는 교대 튜링 기계가 메모리를 로그만큼 써서 풀 수 있는 문제들의 집합으로, P=ALOGSPACE라는 것은 증명되어 있다. 또한 PSPACE는 다항 공간을 사용하여 풀 수 있는 판정 문제의 집합으로, P는 PSPACE의 부분집합이지만 이 두 집합이 같은지에 대해서는 아직 미해결 상태이다. L이 PSPACE의 진부분집합이라는 것은 증명되어 있다.
EXPTIME은 지수 시간 안에 풀 수 있는 판정 문제들의 집합으로, P는 EXPTIME의 진부분집합이라는 것이 증명되어 있다. 또한 모든 EXPTIME-난해 문제는 P에 속하지 않는다.
이를 수식으로 표기하면 다음과 같다.
{\displaystyle {\mbox{L}}\subseteq {\mbox{ALOGSPACE}}={\mbox{P}}\subseteq {\mbox{NP}}\subseteq {\mbox{PSPACE}}\subseteq {\mbox{EXPTIME}}}
또한 위 관계에서 P가 EXPTIME과 같지 않기 때문에, {\displaystyle {\mbox{P}}\subseteq {\mbox{NP}}}, {\displaystyle {\mbox{NP}}\subseteq {\mbox{PSPACE}}}, {\displaystyle {\mbox{PSPACE}}\subseteq {\mbox{EXPTIME}}} 중 최소한 하나는 진부분집합 관계여야 한다.
P에 속한 가장 어려운 문제는 P-완전 문제이다.
P를 일반화한 것에는 P/poly도 있다. P/poly는 비균일 다항시간(非均一 多項時間, Nonuniform Polynomial-Time)이라고도 한다. P/poly에 속한 문제는 입력의 길이에 의존하는 조언 문자열이 주어지면 결정론적 다항시간에 풀 수 있다. 그러나 NP와 달리 다항시간기계가 검증기계가 아니므로 거짓 조언 문자열인지 찾아낼 필요는 없다. P/poly는 거의 모든 효율적인 알고리즘을 포함하는 큰 집합이다. 모든 BPP도 P/poly에 포함된다. 만약 NP도 P/poly에 포함되면, 다항 위계 전체가 오직 두 단계로 줄어든다. 반면에, 모든 판정불가능 문제들의 단항 버전 같은 일부 판정불가능 문제도 P/poly에 포함된다.
P에 대응하는 함수 문제 복잡도 종류에는 FP가 있다.

## 성질
다항시간 알고리즘은 합성(composition)에 대해 닫혀 있다. 직관적으로 설명하면, 다항시간 안에 실행되는 함수를 만들어서 이 함수를 상수번 만큼 불러서 사용하고, 함수를 불러서 사용하는 알고리즘도 다항시간의 시간이 걸리면 전체 실행시간은 여전히 다항시간이다. 이런 이유로 P는 자기 자신에 대해서 낮다. 이런 이유로 P는 어떤 기계에서 정의되든지 같은 계산 능력을 가진다. 예를 들어서 임의 접근이 가능한 특정한 기계는 메모리에 접근하는 다항시간 과정을 메모리에 순서대로 접근하는 다항시간으로 흉내낼 수 있기 때문에 순차접근 기계를 합성하여 임의 접근 기계를 만들 수 있다.

## 참고 문헌
1. ↑  Manindra Agrawal, Neeraj Kayal, Nitin Saxena. “PRIMES is in P” (PDF).4

- C. Papadimitriou. Computational Complexity. Addison-Wesley, 1994. ISBN 0201530821.
- (영어) Complexity Zoo: P, P/poly
- Thomas H. Cormen, Charles E. Leiserson, Ronald L. Rivest, and Clifford Stein. Introduction to Algorithms, Second Edition. MIT Press and McGraw-Hill, 2001. ISBN 0262032937. Section 34.1: Polynomial time, pp.971–979.
- Michael Sipser, Introduction to the Theory of Computation, PWS Publishing, ISBN 0-534-94728-X. Section 7.2: The Class P, pp.234 – 241.